# Hamburg-Bremer Afrika-Linie

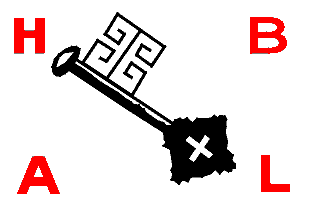
Flagge der Hamburg-Bremer Afrika-Linie

Die Chinesische Küstenfahrt-Gesellschaft AG (CKG) war eine 1887 gegründete deutsche Reederei, aus der 1906 die Hamburg-Bremer Afrika-Linie AG (HBAL) hervorging. Zum 1. Januar 1926 übernahm der Norddeutsche Lloyd (NDL) die von ihm dominierte Hamburg-Bremer Afrika-Linie und vergrößerte seinen Flottenbestand um deren neun Schiffe.
Die CKG gehörte zu den Pionieren der deutschen Dampfschifffahrt in Ostasien. Die HBAL wiederum lag am 1. Januar 1914 mit einer Flotte von 13 Seeschiffen von 42.915 BRT an 15ter Stelle der deutschen Reedereien und zwischen den Weltkriegen am 1. Januar 1924 mit einer Flotte von neun Schiffen von 25.760 BRT auf Platz 18 der deutschen Reedereien.

## Geschichte

### Chinesische Küstenfahrt-Gesellschaft (CKG)
Das Unternehmen wurde am 12. Dezember 1887 von den Hamburger Kaufleuten Agathon Friedrich Woldemar Nissen als Vertreter der Firma Siemssen & Co., Johann Witt, Vincent Heinrich Theodor Pickenpack, William Robertson, August Christoph Cordes, Robert Eduard Julius Mestern als Vertreter der Firma A. Tesdorpf & Co. und dem Privatmann Friedrich Wilhelm Galles gegründet. Das Startkapital der Aktiengesellschaft betrug eine Million Mark. In den Geschäftsjahren 1888–96 erwirtschaftete die CKG eine durchschnittliche Jahresrendite von 3,3 %.
Ideengeber war wahrscheinlich Agathon Friedrich Woldemar Nissen. Als Leiter der China-Häuser von Siemssen & Co. befürwortete Nissen seit 1866 eine hamburgische Dampfschiffsgesellschaft, die sich auf die chinesische Küstenfahrt spezialisierte. Bis in die 1860er Jahre hatten Hamburger Segelschiffe wesentliche Anteile an dieser Fahrt, doch kam es mit Aufnahme des Dampferbetriebs zu einem Einbruch.

Agathon Friedrich Woldemar Nissen

 Nissen, der 1852 bei Siemssen & Co. in Kanton eingetreten war, verfügte über langjährige Erfahrung im Betrieb von Dampfschiffen in Küstengewässern. 1862 hatten Siemssen & Co. den ersten in Hamburg gebauten Überseedampfer George Grey von Joh. Ces. Godeffroy & Sohn konsigniert und ihn bis 1863 in der chinesischen Küstenfahrt eingesetzt. Zwischen 1864 und 1866 betrieben sie auch deren Dampfer China.
1865 besaßen die Häuser von Siemssen & Co. in den Vertragshäfen Chinas und der Kronkolonie Hongkong eine Agentur für fast alle hamburgischen Reeder, die nach Fernost fuhren. Besonders eng gestaltete sich die Zusammenarbeit mit A. J. Hertz & Söhne (Hamburg), die Nissen als Partner für die gewünschte Gesellschaft ins Auge fasste. Nach dem Tod des Seniors entschieden die Söhne jedoch, Bau und Betrieb von Dampfern aufzugeben. Sie liquidierten ab 1886.
Eine Verbindung zum Mitbegründer Vincent Heinrich Theodor Pickenpack bestand für Nissen über Pickenpack, Thies & Co. (Bangkok). Hier luden Siemssen & Co. Reis zur Verschiffung nach China. Bis 1864 hatten Pickenpacks auch eine Niederlassung in Ningpo.
Im neuen Betrieb setzte die CKG zunächst vier von Siemssen & Co. gekaufte Frachtdampfer in der Trampfahrt und in der Kulifahrt ein (Amoy, Jangtze, Ningpo und Peking). Ab 1890 wurde mit dem Fracht- und Passagierdampfer Lyeemoon, der in Großbritannien gebaut worden war, ein Liniendienst von Kanton über Hongkong nach Shanghai aufgenommen. Diesen Dienst verstärkte 1896 das Schwesterschiff Longmoon.
1895 fusionierte die CKG mit der konkurrierenden Dampfschiffs-Gesellschaft "Swatow". Sie war 1885 von Bernhard Schaar – dem Inhaber des Hauses Dircks & Co. in Swatow – und seinem in Hamburg lebenden Bruder Gustav Schaar gegründet worden. Bis zur Verschmelzung war deren Flotte auf sieben Dampfer angewachsen, darunter Fahrzeuge der liquidierenden A. J. Hertz Söhne. Bei der Fusion gingen die Dampfer Chusan, Hainan, Swatow, China und Picciola auf die CKG über. Generalagent wurden Siemssen & Co.
Zum Ende des Jahrhunderts begann die Hamburg-Amerikanische Packetfahrt-Actien-Gesellschaft (HAPAG) in die Ostasienfahrt einzudringen. Dazu hatte sie unter anderen die Kingsin-Linie übernommen. Anlässlich einer neuen Konkurrenzlinie der HAPAG zwischen Kanton, Hongkong und Shanghai beschloss die Chinesische Küstenfahrt-Gesellschaft ihre Liquidation.
Zuvor hatte die HAPAG der CKG ein Angebot gemacht, deren Liniendampfer Lyeemoon und Longmoon zu übernehmen. Im März 1901 erwarb sie die Schiffe. Die Maklerfirma Menzell & Co., 1895 durch den Hamburger Kaufmann Hermann F. Menzell und Partner in Hongkong und Shanghai gegründet, erwarb im September 1901 die fünf Frachtdampfer und die Unternehmenshülle der CKG. Unter Führung von Hermann Friedrich Wilhelm Menzell wurde die Gesellschaft nicht aufgelöst, sondern ausgebaut und auf weltweite Trampfahrt umgestellt. Die Schiffe erhielten in der Folge alle Namen, bestehend aus Vornamen, gefolgt vom Familiennamen Menzell. Als erstes Schiff dieser Serie, das die neu errichtete CKG bauen ließ, lief am 4. Juli 1903 die Helene Menzell vom Stapel.
Im Juli 1906 schleppte das Reedereischiff Bruno Menzell das havarierte venezolanische Kanonenboot Bolivar nach Puerto Cabello und sicherte einen Bergelohn von rund 50.000 Mark. Er fiel zu gleichen Teilen der Reederei und dem Charterer, der HAPAG, zu.

### Umbau zur Hamburg-Bremer Afrika-Linie
Der Herero-Aufstand in Deutsch-Südwestafrika brachte für die das Fahrtgebiet beherrschende Woermann-Linie ein so hohes Verkehrsaufkommen, das sie nicht mit ihrem Schiffsraum bewältigen konnte. Sie charterte zusätzliche Schiffe, darunter bei der Chinesischen Küstenfahrt und der Bremer Dampfschiffahrts-Gesellschaft „Triton“. So zu Erfahrungen in der Afrikafahrt gekommen, beschlossen diese Gesellschaften eine Hamburg-Bremer Afrika-Linie in Konkurrenz zur Woermannlinie zu gründen. Die Bremer Gesellschaft zog sich schließlich zurück und Menzell benannte im Oktober 1906 die Chinesische Küstenfahrt in Hamburg-Bremer Afrika-Linie um. Die Gesellschaft verfügte über zehn Frachter mit einer Größe von 1500 bis 3000 BRT. Alle waren in Deutschland gebaut worden und kein Schiff war älter als drei Jahre.
Im Januar 1907 nahm die HBAL den eigenen Dienst nach Westafrika  auf und ein Ratenkampf begann, den Menzell mit der HBAL allein nicht durchhalten konnte. Er fand allerdings die Unterstützung des Norddeutschen Lloyd, der dadurch aber die HBAL praktisch übernahm. Im Juni verlegte die Reederei ihren Firmensitz nach Bremen und ab September wurden die Schiffe umbenannt und verloren ihre Menzell-Namen.

Aber auch Carl Woermann geriet in Bedrängnis und musste den Schutz der Hapag akzeptieren, die aber, wie schon Hamburg Südamerikanische Dampfschifffahrts-Gesellschaft (HSDG) und DDG Kosmos, eine Betriebsgemeinschaft mit einer 25%-Beteiligung verlangte und Woermann auch einige überflüssige Schiffe abkaufte. Dieser Hamburger Gemeinschaft trat dann auch noch die DOAL bei.

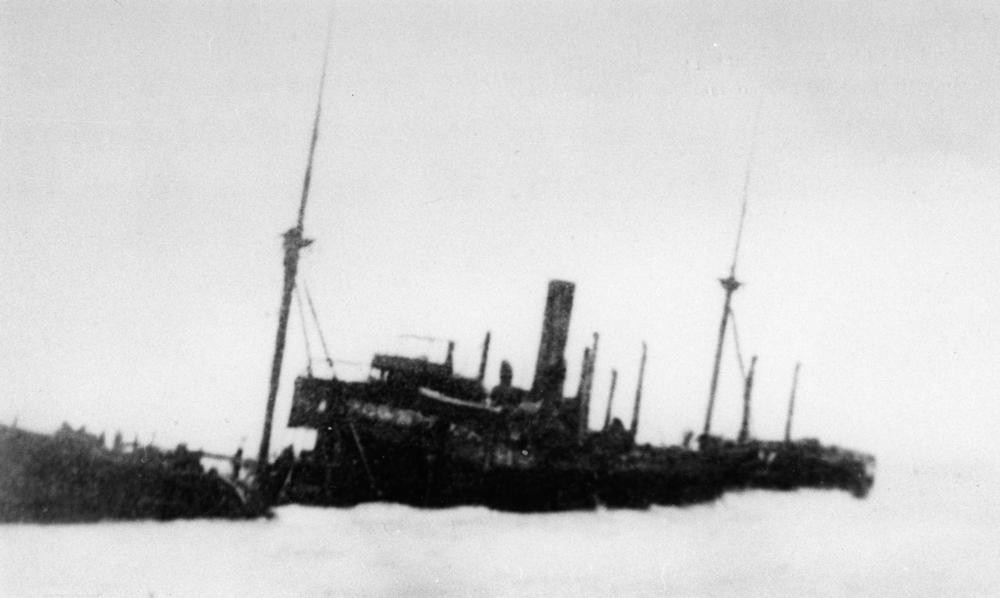
Die 1939 gestrandete Waikouaiti, ehemals Irmgard (2), letzter Neubau vor dem Krieg

Ab März 1908 operierte die Gesellschaft im Verbund mit den Hamburger Afrika Linien Woermann-Linie und Deutsche Ost-Afrika Linie sowie mit der HAPAG in einem abgestimmten Fahrplan auf den Linien nach Westafrika.
Bis zum Kriegsbeginn 1914 erhielt die HBAL noch acht Neubauten mit Größen zwischen 3300 und 5400 BRT und erwarb in Norwegen einen kleinen Dampfer für den Küstendienst. Das größte Schiff war die 1909 von der Bremer-Vulkan-Werft gelieferte Answald mit 5401 BRT. Verkauft wurden allerdings auch fünf der ehemaligen Menzell-Schiffe.

### Kriegsschicksale
Von den 14 Schiffen der Hamburg-Bremer Afrika-Linie befanden sich bei Kriegsbeginn nur sechs im Ausland. Erster Kriegsverlust waren der Küstendampfer Eggo (1909, 453 BRT), die vor Duala (Kamerun) als Blockschiff versenkt wurde. Dazu kam die Arnfried (1911, 2899 BRT), die am 27. September 1914 in Duala vom britischen Panzerkreuzer Cumberland gekapert wurde. Sie wurde dann von den Briten als Hunsdon eingesetzt und am 18. Oktober 1918 durch UB 92 versenkt.
Vier Schiffe, die neutrale Häfen aufgesucht hatten, gingen durch die Kriegsentwicklung verloren:  die Walburg ex Lotte Menzell (1905, 3081 BRT) und Gundrun (1909, 4772 BRT) in Brasilien, sowie die Ingraban ex Clara Menzell (1905, 3077 BRT) und Ingbert ex Thora Menzell (1906, 2679 BRT) in Portugal.

Zur Unterstützung der kaiserlichen Marine wurden drei Schiffe der HBAL herangezogen:

Die Answald, das Flaggschiff der Reederei, wurde bei Kriegsbeginn übernommen und in das Flugzeugmutterschiff F, S. 1 umgebaut und erhielt zwei große Hangars an Deck für je ein, ggf. auch zwei Seeflugzeuge. Kurz in der Nordsee und ab 1915 in der Ostsee im Einsatz blieb sie bis zum Kriegsende als Hilfsschiff im Dienst.
Die Winfried (1911, 5355 BRT), das erste von der späteren Hauswerft der HBAL, der Frerichswerft, gelieferte Schiff, wurde zum Torpedoboot-Reparaturschiff auf der Reiherstiegwerft umgebaut und war vom 19. August 1914 bis zum 26. Februar 1915 in Cuxhaven oder auf der Schilligreede im Einsatz. Einen ähnlichen Dienst versah die Gundomar (1912, 3786 BRT) auf der Ems bis zum Sommer 1915. Ab 1917 wurde die Gundomar dann als Sperrbrecher eingesetzt
Die von der Marine genutzten Schiffe überstanden den Krieg und wurden 1919 wie alle in der Heimat verbliebenen Schiffe an die Siegermächte ausgeliefert.

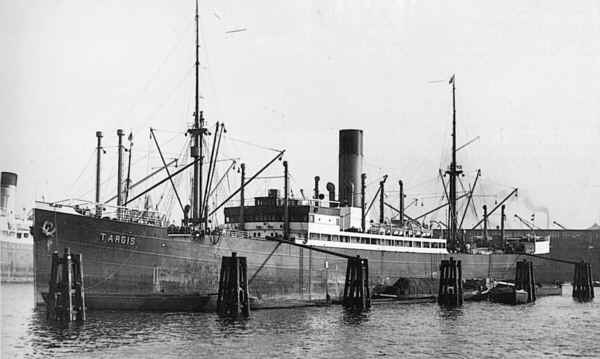
Der größte HBAL-Bau Wolfram
als NDL-Frachter Targis

Während des Krieges wurde ein Neubau für die HBAL auf der Frerichswerft fertiggestellt. Die am 15. März 1915 vom Stapel gelaufene und im Januar 1917 abgelieferte Wolfram war mit 5887 BRT das größte je für die HBAL gefertigte Schiff. Bis zum Kriegsende aufgelegt, wurde das Schiff 1919 ausgeliefert und kam unter britischer Flagge als Netley Abbey (1920) und dann ab 1921 bei der niederländischen VNS als Rijperkerk zum Einsatz. Nach einem Brand 1923 wurde das gehobene und reparierte Schiff 1925 von der Roland-Linie angekauft und kam mit dieser Linie als Targis zum NDL. Am 18. Juli 1930 geriet das Schiff auf einer Rückreise aus Chile im Atlantik in Brand und sank auf der Position 33.56 N, 50.11 W.

### Wiederaufbau und Ende

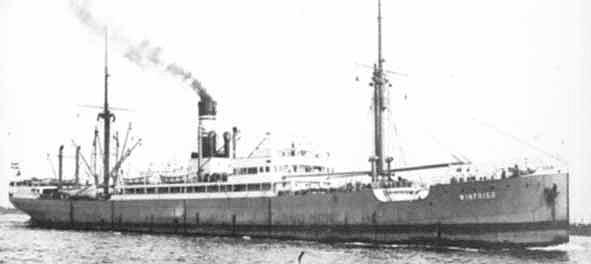
Der Dampfer Winfried

Nach dem Weltkrieg baute die Hamburg-Bremer Afrika-Linie ihren Liniendienst in das alte Fahrtgebiet wieder auf und beschaffte neue Schiffe, die alle bei Frerichswerft in Einswarden gebaut wurden. 1919 erwarb sie mit der Eggo (2) (ex Hermann Heinrich, Mehedya, 1913 Koch, 387 BRT) ihr erstes Nachkriegsschiff, das allerdings verchartert wurde. Das kleine Dampfschiff ging am 11. November 1921 in der Ostsee auf einer Reise von Bremen nach Tallinn verloren, dem einzigen Seeunfall der HBAL während ihrer Selbstständigkeit. Im Oktober 1920 konnte die Hamburg-Bremer Afrika-Linie mit der Winfried (2, 3751 BRT) ihren ersten Nachkriegsneubau von der Frerichswerft übernehmen, die alle elf Nachkriegsneubauten für die HBAL fertigstellte. Die Winfried trat am 30. November 1920 ihre Jungfernreise nach Afrika an, die die erste Reise eines deutschen Neubaus nach Afrika war. Nach ihr lieferte Frerichs um die Jahreswende 1920/1921 mit Ivo (2) und Immo (2) zwei kleine Küstendampfer von 667 BRT, die schon 1922 nach Flensburg weiterverkauft wurden. 1921 lieferte die Einswardener Werft mit Wigbert (2) und Wolfram (2) noch zwei Schwesterschiffe der Winfried.  Dazu kaufte die Reederei ihre erste Wigbert (1912, 3367 BRT) aus Großbritannien zurück, die dort keinen Abnehmer gefunden hatte und brachte sie als Walburg (2) wieder in Fahrt. 1922 erhielt das Schiff den Namen Henner (2).

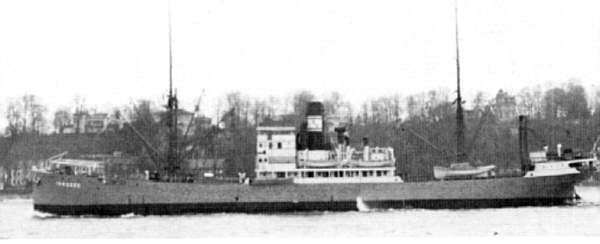
Das Turbinenschiff Irmgard

Ab Februar 1922 lieferte Frerichs dann eine Serie von fünf kleineren Schiffen von 2300 BRT aus, die von Getriebeturbinen (Nennleistung 1150 PS) der Germaniawerft angetrieben wurden. Alle erhielten Namen von Vorkriegsschiffen. Die Serie wurde bis April 1923 abgeliefert. Letzter Neubau für die HBAL war die von Frerichs unter der Baunummer 396 gefertigte Ingo (3), die im Februar 1926 von Stapel lief. Das wieder von einer Dreifach-Expansionsmaschine angetriebene Schiff war eine verlängerte Ausführung der Winfried.
Als das Schiff im Mai 1926 in Dienst kam, bestand die Hamburg-Bremer Afrika-Linie AG als selbstständige Reederei nicht mehr. Die Hauptversammlung des NDL hatte am 28. November 1925 beschlossen, die HBAL per 1. Januar 1926 in den NDL einzugliedern. In den Poolvertrag trat eine neugegründete Hamburg-Bremer Afrika-Linie GmbH, der der NDL Schiffe zur Verfügung stellte. Diese GmbH vertrat einen reinen NDL-Teil, der darüber hinaus auch einen erheblichen Anteil an den praktisch fusionierten Reedereien Woermann-Linie und DOAL seit 1916 besaß, als das Haus Woermann aus beiden Linien ausschied und seine Aktien an ein Konsortium aus Hapag, NDL und Hugo Stinnes verkaufte. 1921 zogen sich auch die Stinnes-Erben aus dem Afrikageschäft zurück und die beiden Großreedereien erwarben auch diese Anteile.
Die staatlich betriebene Dezentralisierung der Deutschen Schifffahrt führte 1934 zu deren Rückzug aus dem Afrikageschäft und Abgabe von Schiffen an neue Deutsche Afrika-Linien GmbH (DAL). Von den ehemaligen noch vorhandenen HBAL-Schiffen kamen Wigbert (2),  Wolfram (2) (das Schwesterschiff Winfried ging als Yalova an die DLL) und Ingo (3) an die DAL. Dazu wurde die im Ausland angekaufte Tübingen (1920 Furness, 5453 BRT) an die DAL abgegeben, wo diese vier Schiffe bis 1939 noch in Bremen registriert blieben.  Die kleine, 1929 umgebaute Friederun diente als Zubringerschiff des NDL in der Südsee.

### Sekundärwerke
- Reinhold Thiel: Norddeutscher Lloyd: Die Hamburg-Bremer Afrika-Linie. Verlag H. M. Hauschild, Bremen 2000, ISBN 3-89757-067-X.
- Arnold Kludas: Die Schiffe der deutschen Afrika-Linien 1880 bis 1945. Verlag Gerhard Stalling, 1975, ISBN 3-7979-1867-4.
- Arnold Kludas: Die Geschichte der deutschen Passagierschiffahrt Band II: Expansion auf allen Meeren 1890–1900. Ernst Kabel Verlag, 1987.
- Arnold Kludas: Die Geschichte der deutschen Passagierschiffahrt Band III: Sprunghaftes Wachstum 1900–1914. Ernst Kabel Verlag, 1988.
- Arnold Kludas: Die Seeschiffe des Norddeutschen Lloyd 1920 bis 1970. Koehlers Verlagsgesellschaft, 1992, ISBN 3-7822-0534-0.
- Reinhardt Schmelzkopf: Die deutsche Handelsschifffahrt 1919–1939. Verlag Gerhard Stalling, Oldenburg, ISBN 3-7979-1847-X.
- Susanne und Klaus Wiborg: 1847-1997 Unser Feld ist die Welt. Hapag-Lloyd AG, 1997, DNB 951420666.